# Hospital
Hospital — московская инди-поп-группа, исполняющая песни на английском языке. Образована в 2011 году участниками нескольких русскоязычных инди-рок-коллективов: Слайды, Клуб Завтрак и Marx.

## История
В 2007 году участники музыкальных групп Слайды (Егор, Алексей) и, в 2009 — Клуб Завтрак (Андрей), переезжают в Москву из небольшого дальневосточного города Комсомольска-на-Амуре. Обе команды некоторое время без особого успеха продолжают выступать в клубах столицы и записывать альбомы. Однако, весной 2011 года принимается решение о прекращении деятельности и оба коллектива по независящим друг от друга причинам распадаются. Тем не менее, уже летом Егору приходит идея создания нового англоязычного проекта, на выбор названия которого повлияла песня Belong американской инди-группы из Нью-Йорка The Pains of Being Pure at Heart. Позже, в одном из интервью для крупнейшего Инди-сообщества Вконтакте, Егор поделится подробностями этой истории:

Обожаю этих чуваков. По крайней мере, два последних альбома просто отличные. Более того, из этой песни я выцепил нам название. Там такие строчки есть:

In hospitals, in shopping malls

With heavy heads and locker walls

An empty street at 3 a.m.,

You told me you’re not one of them.

Я тогда подумал: — «Класс, вот оно!»

Первые репетиции группы, состав которой изначально дополнял игрой на клавишных Кирилл Кемниц, начались в июле 2011 года. В августе к Hospital, в качестве гитариста, присоединяется Андрей Цветков. Осенью Кирилл принимает решение покинуть коллектив в пользу собственного проекта, не имеющего отношения к музыке.
Через некоторое время увидели свет и первые демозаписи группы, записанные «живьем» в переоборудованном под студию подвальном помещении авто мастерской. Представленные там песни Safe, Falling, Spellbound и Time Will Tell позже были доработаны и включены в альбом. Также на записи присутствовала исполнявшаяся только на ранних концертах песня Love Never Comes (An Easy Way). После записи демо-материала группа полностью сосредотачивается на репетициях и написании песен для полноформатного дебютного альбома.

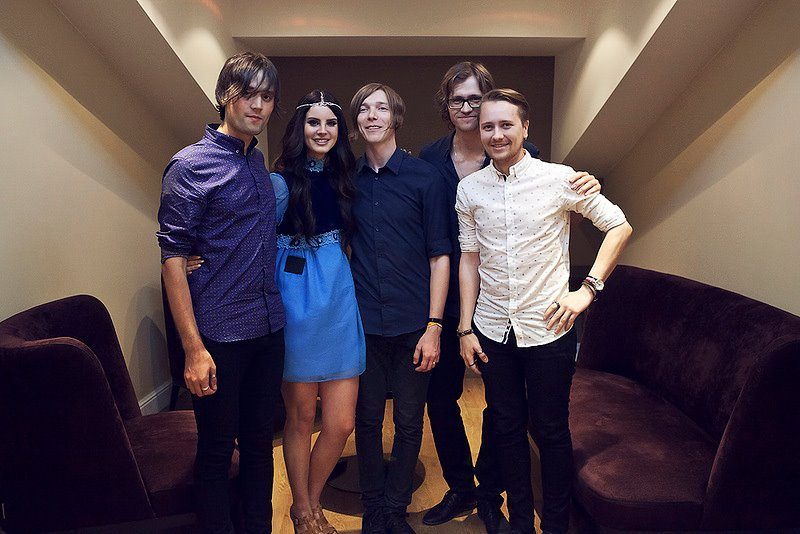
С Ланой Дель Рей в Крокус Сити Холл (15.07.2013)

Первое выступление группы состоялось 17 марта 2012 года в столичном клубе «Дума».
В июне 2012 года Hospital приступают к записи первого альбома, который получил название When The Trees Were Higher. Саунд-продюсером и инженером записи выступил Константин Буглевский, известный также как основатель и лидер групп Steplers и Leopard Bonapart. Альбом увидел свет 20 января 2013 года и получил положительные отзывы критиков, а группа, после серии концертов в его поддержку, была приглашена открывать первый московский концерт американской певицы Ланы Дель Рей. Песня Falling стала частью саундтрека популярного российского ситкома «Универ» и вошла в Топ-3 самых запрашиваемых песен сервиса Shazam в России в 2013 году (более 70000 поисковых запросов).
Отзыв от портала IndieShuffle:

Московские инди-рокеры Hospital совсем недавно выпустили свой первый альбом When The Trees Were Higher — действительно интересную запись, попавшую к нам из России. Если быть до конца честными, я никогда бы не подумал, что настолько яркий и сочный звук мы услышим от русской независимой группы. Ключевой сингл с этого альбома — песня Time Will Tell — великолепное сочетание между дрим-попом и фолк-музыкой. Наполняя песню прекрасной, мечтательной гитарной линией и атмосферными звуками синтезаторов, группа проделала невероятную работу, которая легко может соперничать со многими скандинавскими и европейскими коллективами.Оригинальный текст (англ.)Moscow indie rockers Hospital have just recently dropped their LP When The Trees Were Higher, and coming from Russia, it really is quite special. To be completely honest with you guys, I never thought I would hear such a vibrant and luscious sound coming from an indie Russian band. "Time Will Tell" is the lead single from the EP; it's a gorgeous crossover between dream and folk pop. Filled with wholesome and dreamy guitar lines and enchanting electronic atmospherics, Hospital has created an incredible piece of work here that could easily rival many of the Scandinavian and Brit pop bands around Europe.

В августе и декабре выходят отдельными синглами песни Tailspin и Lust For You.
26 сентября коллектив в качестве музыкального гостя принимает участие в шоу «ПрофиТроли» в прямом эфире радиостанции «Маяк».
Также песни Time Will Tell и Tailspin попадают в список лучших композиций 2013 года по версии американского сайта Indierockcafe.com.

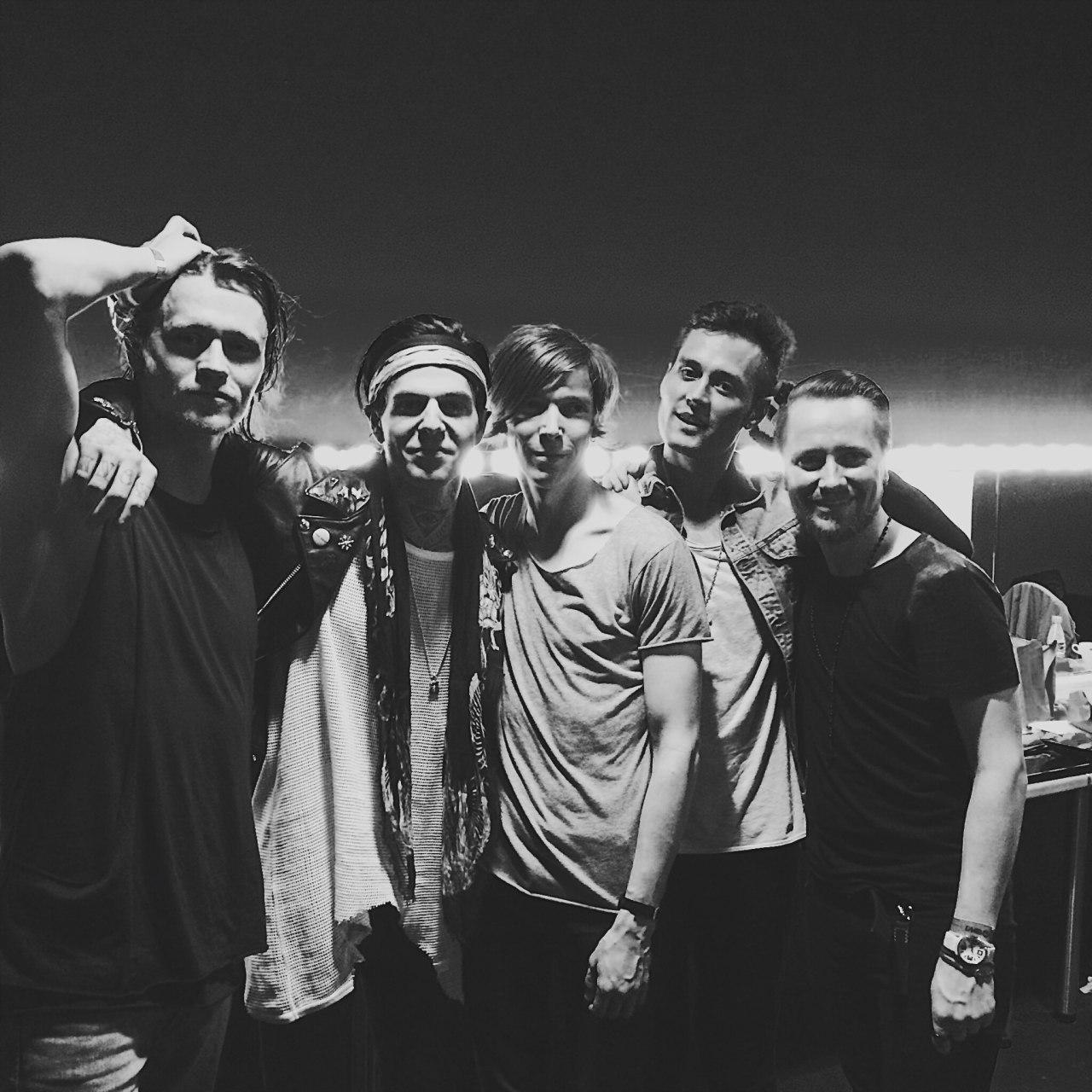
С фронтменом The Neighbourhood в ГлавClub (15.05.2014)

Весной 2014 года группа получает приглашение поддержать концерты американцев The Neighbourhood в Москве и Санкт-Петербурге, что существенно отражается на расширении аудитории группы. Принимается решение о записи нового мини-альбома, работа над которым стартует в июле в студии Xuman Records и проходит при помощи их звукорежиссёра Корнея Кретова. Пластинка под названием Satellite Flare (EP) была выпущена 13 октября, а её презентация состоялась в московском ГлавClub, куда Hospital получают повторное приглашение поддержать дополнительный концерт The Neighbourhood.
6 сентября состоялось выступление группы в рамках фестиваля «Юность», который прошел в парке искусств «Музеон» в Москве.
В ноябре 2014 года стартует работа над вторым альбом группы — Uncommon Sense. Саунд-продюсером новой пластинки вновь стал Константин Буглевский, а звукоинженером — Корней Кретов. Альбом вышел 14 мая 2015, а его презентация состоялась неделей позже в московском клубе 16 тонн. Премьера сингла Lovergirl проходит на сайте российской версии журнала Rolling Stone, а эксклюзивная презентация альбома — на сайте Colta.ru.
Отзыв канадского ресурса Therevue.ca о сингле Ariel:

Один из городов, откуда мы никак не ожидали услышать заразительный инди-поп — это Москва, но Hospital убедили нас в обратном. Ariel — великолепный трек в стиле сёрф-поп, который, по мере того, как на улице становится теплее, нравится вам все больше. В нём есть та самая молодая невинность и игривость в тексте, которая заставляет улыбаться и думать о хороших временах.Оригинальный текст (англ.)Probably a city where we didn’t expect to hear infectious indie pop was Moscow, but Hospital is one such band. Ariel is a splendid track that has a jangle-, surf-pop feel that is perfect as the weather gets warmer. It has that youthful innocence and playfulness in the lyrics and chorus that makes you smile and think of fonder times.

23 мая 2015 года группа выступает на Bosco Fresh Fest в Москве, а 21 августа — на фестивале ART.WHO.ART.

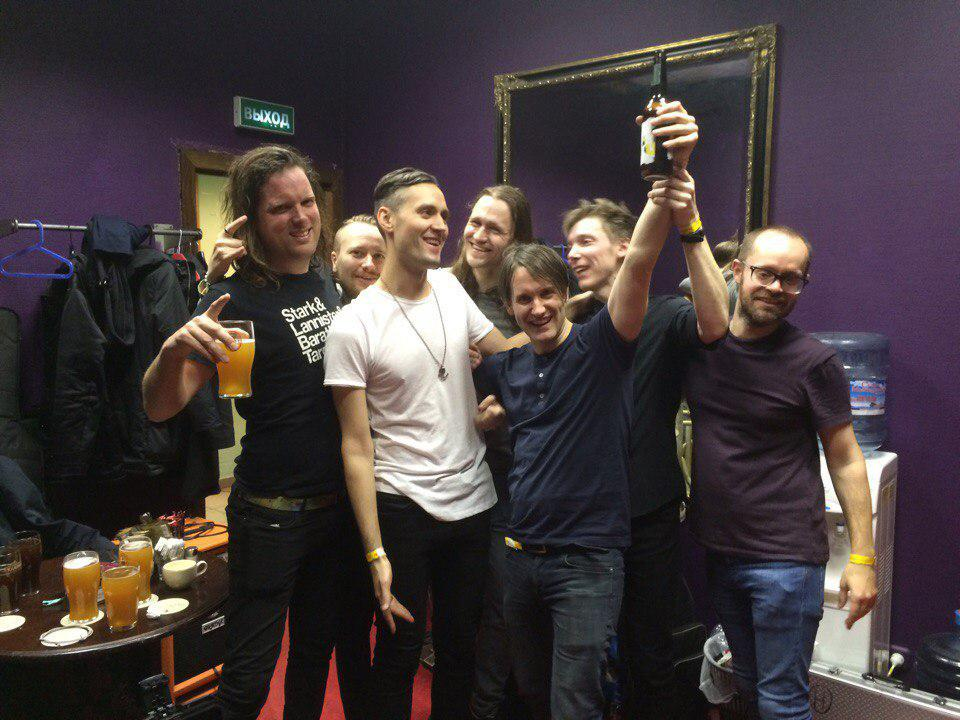
С Ash в клубе 16 тонн (15.11.2016)

Летом и осенью Hospital отыгрывают два небольших российских тура в поддержку альбома, а также поддерживают московские концерты зарубежных групп The Kooks, Gerard Way и Ash в качестве приглашенных артистов.
В январе 2016 года Hospital получают статус группы месяца на сайте международного проекта Tradiio. Песни Revelation, Ariel и Lovergirl, за три недели пребывания на сайте, поочередно занимают первое место и становятся «песней дня», а лондонский блог Neverenoughnotes.co.uk посвящает им отдельную публикацию в честь этого события:

Тот факт, что группа звучит совсем не так, как можно ожидать — лишь только половина истории. Тут вам и припевы межгалактических масштабов, наполненные надеждой, и подростковые бабочки в животе, и упоительные синтезаторы в стиле 80-х годов. Теперь, имея два альбома за плечами, Hospital более умело работают с глубиной своего звука.

Несмотря на то, что в российском музыкальном бизнесе все ещё сильно чувствуется влияние советской эстрады, группа вбирает в себя все лучшее из современного мира. Заметное влияние The Cure прослеживается от альбома к альбому и только добавляет популярности в их родной стране.Оригинальный текст (англ.)Hospital’s twinking indie-gaze sounds nothing like what you’d expect, but that’s only half the story. Heart-pounding drums give rise to soaring choruses of intergalactic proportions, brimming with hope, teenage stomach butterflies and 80s synth vibes. Now with two albums under their belt, Hospital have been adept at developing their sound and depth, adding a hefty measure of electronica to their affecting tracks.

There’s plenty of contemporary influences here, from a country where there’s a “monopoly of old-school post-Soviet Union artists” as Hospital tell us. The band themselves are huge fans of The Cure, and that comes across in the quartet’s oft-bittersweet discography that’s seen them rise to huge popularity in their home country.

В июне 2016 выходит отдельный сингл под названием Louder.
Запись новой пластинки началась в июле 2016 года и была завершена в ноябре 2017. Работу саунд-продюсера и инженера по звуку уже традиционно выполнил Константин Буглевский. В марте, апреле, и июне 2018 выходят синглы In The Evening, Nothing But Love и Lush соответственно.
Онлайн премьера третьего альбома «Memory Waves» состоялась 4 сентября 2018 на сайте The Revue. В продаже он появился 6 сентября. В ноябре 2018 Hospital отыграли на разогреве известной ирландскjй группы Kodaline в московском клубе "Известия Hall". В декабре 2018 года группа взяла небольшой творческий перерыв, но уже через два года вернулась к активной деятельности. В октябре 2021 годы вышел первый русскоязычный сингл "Без правил". На февраль 2022 года запланирован релиз нового сингла "Потолок".
7 апреля 2023 у группы вышел новый, первый за 5 лет, мини-альбом, получивший название Add The Colour. Презентация состоялась 13 апреля в Санкт-Петербурге в клубе Factory 3 и 14 апреля — в Москве в клубе Powerhouse.

## Состав
- Егор Бердников — вокал, гитара
- Алексей Шорин — бас-гитара
- Андрей Цветков — гитара, бэк-вокал
- Владимир Баловнев — ударные

## Дискография

### Альбомы
- 2013 — When the Trees Were Higher
- 2015 — Uncommon Sense[48]
- 2018 — Memory Waves[49]

### Мини-альбомы
- 2014 — Satellite Flare[50]
- 2023 — Add The Colour

### Синглы
- 2012 — Time Will Tell
- 2012 — Falling
- 2013 — Tailspin[51]
- 2013 — Lust For You[52]
- 2014 — Revelation[53]
- 2014 — Right On[54]
- 2015 — Ariel[55]
- 2015 — Lovergirl
- 2016 — Louder[56]
- 2018 — In The Evening[57]
- 2018 — Nothing But Love[58]
- 2018 — Lush[59]
- 2020 — Collapsed Light
- 2021 — Без правил
- 2022 — Потолок (TBA)

## Интересные факты
- 2014 — Песня Crime была использована в саундтреке фильма H2Oi Official After Movie, Stance Nation[60].

## Публикации
- 28.01.2013 — Новые имена: Hospital // Gaude.ru
- 28.01.2013 — When The Trees Were Higher (англ.) // Indieshuffle.com
- 26.02.2013 — Интервью с вокалистом группы Hospital, Егором Бердниковым // Modernrock.ru
- 28.02.2013 — Что ждет англоязычный инди в России: концерт Hospital в Spaces // Paperpaper.ru
- 01.03.2013 — When The Trees Were Higher (англ.) // review by Thesoundofconfusion.co.uk
- 29.03.2013 — When The Trees Were Higher (англ.) // Wordkrapht.com
- 02.12.2013 — Bands to Watch, Vol. VIII — Hospital (англ.) // Indierockcafe.com
- 10.06.2014 — Hospital (англ.) // Kingsofar.com
- 08.05.2015 — Hospital — Ariel (англ.) // Therevue.ca
- 14.05.2015 — Hospital. «Uncommon Sense» // colta.ru
- 01.10.2015 — «Человек сам поймет, хочется ему слушать такое или нет» // Fiesta.city
- 15.10.2015 — Hospital для космополитов: интервью Егора Бердникова // Eatmusic.ru
- 24.10.2015 — Hospital: Интервью // Radiofactory.ru
- 15.01.2016 — Hospital. Tradiio Artist of the Month (англ.) // Neverenoughnotes.co.uk
- 27.02.2016 — 5 Saturday Bands to Know (англ.) // Eartothegroundmusic.co
- 12.05.2016 — Hospital: «Главная задача — переплюнуть самих себя» // Modernrock.ru
- 04.07.2016 — New Noise Indie and Dream-Pop: Hospital (англ.) // Girlundergroundmusic.com
- 19.03.2018 — Большое интервью (англ.) // Musicmusingsandsuch.com
- 10.09.2018 — Вопросы из 90-х для Егора // Zen.yandex.ru
- 31.10.2018 — Hospital Releases 80’s-Like Vibe Song «In The Evening» (англ.) // Buzz-music.com